# Islamiska enighetsveckan

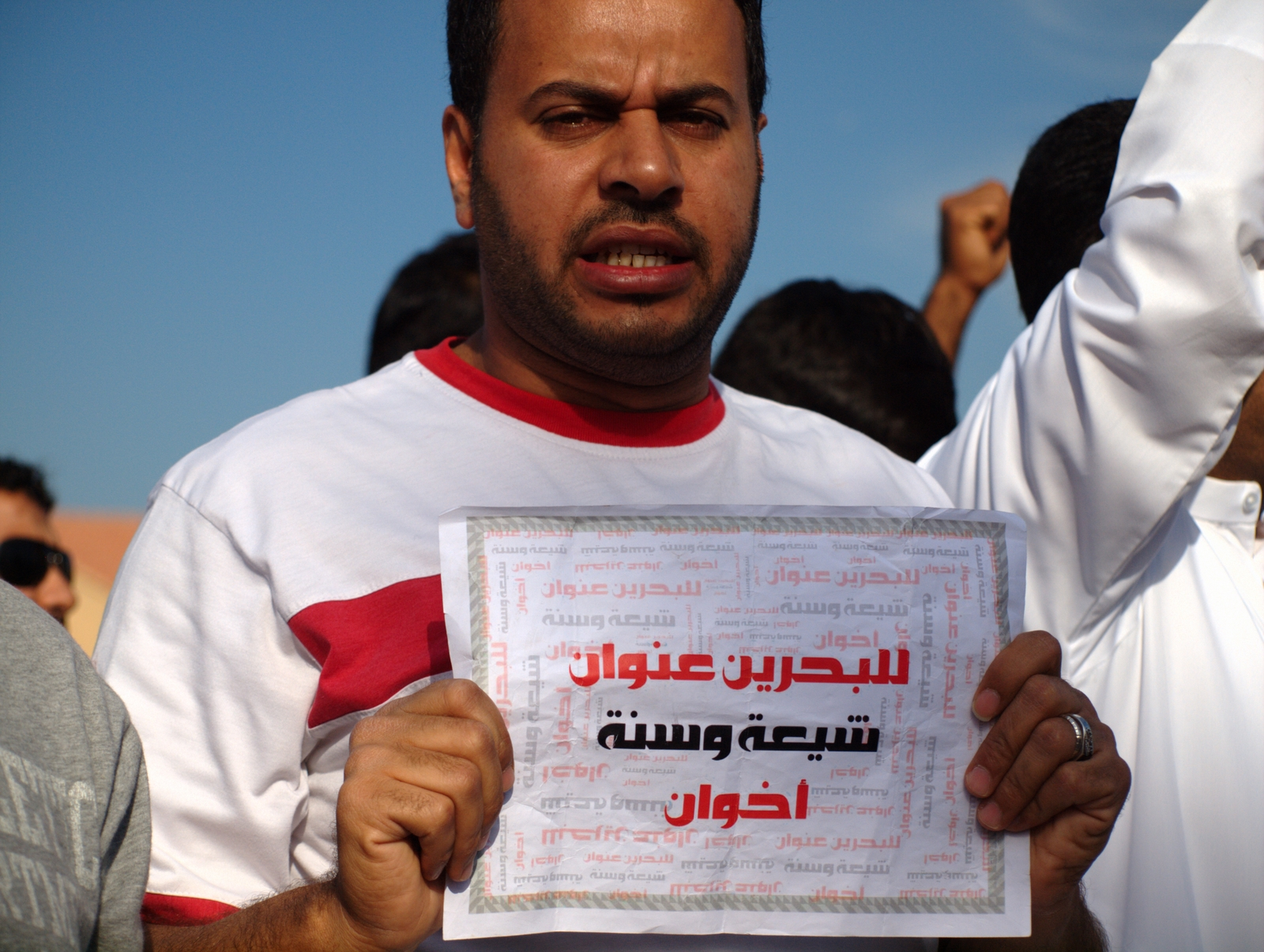
En bild på en demonstrant i Bahrain som håller upp ett papper där det står att shiiter och sunniter är bröder.

Islamiska enighetsveckan (persiska: هفته وحدت اسلامی) avser en ceremoni som äger rum varje år, både bland sunni- och shiamuslimer. Eventet äger rum mellan två datum för den islamiske profeten Muhammeds födelsedag. Datumet för årsdagen av Muhammeds födelse i sunnitiska traditioner skiljer sig nämligen från det som återges i de shiamuslimska. 

## Benämning
Den föregående dokumentationen av islamiska enighetsveckan relaterar till tiden då Seyyed Ali Khamenei var i Sistan och Baluchestan, då denna shiitiska lärd (i samarbete med vissa sunnitiska lärda) bestämde sig för att hålla denna enighetsvecka. De firade då dessa dagar (islamiska enighetsveckan) för att visa enigheten mellan shia och sunni.
Efter den iranska revolutionen föreslog ayatolla Ruhollah Khomeini att man skulle kalla intervallet mellan de två datumen för islamiska enighetsveckan. Ayatolla Montazeri föreslog för ayatolla Khomeini att kalla veckan islamiska enighetsveckan i reaktion till de saudiska muftiernas attack mot sunniter och shiiter.
De två datumen är den 12 rabi' al-awwal, under första veckan i den tredje månmånaden i den islamiska kalendern, enligt sunniter, och den 17 rabi' al-awwal, enligt shiiter.

## Händelser
Medan wahhabitiska lärda anser firandet av den Helige Profetens födelsedag vara oförenlig med islam avvisas detta påstående av de flesta sunni- och shiamuslimer. Den principiella idén med ceremonin föreslogs av Islamiska republiken Irans regering. Islamiska republiken Iran håller årligen en internationell konferens som framstående shiitiska och sunnitiska lärda och andra muslimska deltagare från hela världen deltar i.